# Bušetina
Bušetina est un village de la municipalité de Špišić Bukovica (Comitat de Virovitica-Podravina) en Croatie. Au recensement de 2001, le village comptait 891 habitants.